# Ismail Almançor
Abu Tair Ismail Almançor Bilá (em árabe: المنصور بالله الفاطمي; romaniz.: Ismāʿīl al-Manṣūr bi-Amrillah), foi o terceiro califa fatímida na Ifríquia (o Norte da África), reinando entre 946 e 953.

## História
Ismail nasceu em 913, em Racada, próximo de Cairuão, e sucedeu ao pai no trono califal em 946. Sua educação ocorreu na Ifríquia em meio a revoltas e batalhas pela consolidação do Califado Fatímida, que se encontrava numa profunda crise por conta da revolta de Abu Iázide (943–947). Após a unidade entre os rebeldes começar a falhar, Ismail conseguiu sufocá-la com a ajuda dos berberes zíridas. Após a sua vitória, Ismail recebeu o epíteto de "Almançor" e construiu um novo palácio para si em Mançoria, perto de Cairuão.
Até o final do seu reinado, Almançor se preocupou em reorganizar o Estado Fatímida. Retomou a luta contra os omíadas do Califado de Córdova, no Magrebe Ocidental (atual Marrocos0, e reocupou a Sicília, de onde reiniciou os raides na costa italiana. O governo fatímida foi reforçado na Sicília após a criação do Emirado da Sicília, sob o controle dos emires cálbidas.
Almançor faleceu após uma grave enfermidade em 19 de março de 953 e deixou o califado nas mãos do seu filho Almuiz, que reinaria por mais de vinte anos.